# Melittobia australica
Melittobia australica är en stekelart som beskrevs av Girault 1912. Melittobia australica ingår i släktet Melittobia och familjen finglanssteklar.
Artens utbredningsområde är:
- Jamaica.
- Venezuela.

Inga underarter finns listade i Catalogue of Life.